# کلوکی (ناحیه ملادا بولسلاف)
کلوکی (به چکی: Kluky) یک منطقهٔ مسکونی در جمهوری چک است که در ناحیه ملادا بولسلاو واقع شده‌است.